# سامسونوو
سامسونوو (به لاتین: Samsonovo) یک منطقهٔ مسکونی در روسیه است که در سرزمین آلتای واقع شده‌است.